# Loren Janes
Loren Janes (Sierra Madre, 1 de outubro de 1931 — Los Angeles, 24 de junho de 2017) foi um ator e dublê norte-americano.